# Berndt Carlberg
Per Ivar Berndt Carlberg, född 12 januari 1892 i Kungsholms församling i Stockholm, död 27 april 1976 i Oscars församling i Stockholm, var en svensk redaktör, författare, manusförfattare och sångtextförfattare. Han var även verksam under pseudonymen Berco.
Carlberg arbetade först som bankjänsteman efter studenten, men ändrade inriktning och blev journalist. Han skrev i olika Stockholmstidningar 1914–1944 under signaturen Berco. Han inledde ett samarbete som kuplettförfattare till Ernst Rolfs revyer, han skrev även en mängd kupletter till Radiotjänst och Kar de Mummas revyer.
Berndt Carlberg är begravd på Norra begravningsplatsen utanför Stockholm.

## Filmmanus i urval
- 1932 – Svärmor kommer
- 1935 – Kanske en gentleman
- 1936 – Våran pojke
- 1936 – 33.333
- 1939 – I deklarationstider